# Ennode de Pavie
Ennode de Pavie, ou Magnus Felix Ennodius ou Ennodius Ticinensis, a été évêque de Pavie en Italie, légat à Constantinople au VIe siècle et saint des Églises chrétiennes, fêté le 17 juillet,.

## Biographie
Magnus Felix Ennodius est né en 473/474 dans la famille arlésienne des Ennodii. Après la mort de ses parents, il vient vivre chez une tante paternelle en Ligurie. Il trouve alors la protection d'une famille riche et pieuse et se fiance (ou se marie) avec une fille de cette famille.
En 494, il est secrétaire au service de l'évêque Épiphane de Pavie lors de négociations avec le roi des Burgondes Gondebaud à Lyon. C'est à cette époque qu'il entre dans le clergé, puisqu'il affirme qu'Epiphane l'a consacré. Il est ensuite attaché au service de Milan, où il devient le conseiller de l'évêque Laurent, probablement à la mort d'Epiphane (496-497). Il est fait diacre vers 502.
Il joue un rôle important dans le schisme laurentien, en s'engageant du côté de Symmaque et en participant aux conciles romains de 501 et 502. Lors du Synodus Palmaris, du 23 octobre 501, qu'avait convoqué à Rome Théodoric, il fut décidé que le Synode n'avait pas le pouvoir de juger un pape, car c'était interdit par Dieu. C'est cette thèse que défend Ennode dans le Libellus pro Synodo.
En 514, il devient lui-même évêque de Pavie. Le pape Hormisdas l'envoie comme légat à Constantinople en 515, puis en 517 pour défendre le point de vue romain sur le schisme d'Acacius. Il est enterré à Pavie le 17 juillet 521.
Ennode de Pavie a été canonisé par le pape Jean VIII.

## Œuvres
Les œuvres d'Ennodius sont une source importante pour le début du VIe siècle. Elles sont souvent négligées au profit de ses contemporains Boèce ou Cassiodore. C'est un homme imprégné de culture classique, qui n'hésite pas (tout en s'excusant) à faire des références à la mythologie païenne.
Son œuvre, conservée par la tradition manuscrite dans un désordre apparent, a été classée par l'éditeur Jacques Sirmond en quatre parties :
- Lettres, qui lui permettent d'entretenir ses nombreuses relations personnelles dans l'aristocratie
- Œuvres diverses (Opuscula miscella), qui comprennent : un panégyrique du roi Théodoric, un pamphlet contre les adversaires de Symmaque (Libellus pro Synodo), les vitae d'Epiphane de Pavie et d'Antoine de Lérins, l'Eucharisticon de vita sua (le titre est de Sirmond et signifie "action grâce, sur sa propre vie"), la Paraenesis didascalica (le titre est aussi de Sirmond), il s'agit d'un ouvrage d'exhortation aux études, reprenant les codes de la Satyre Ménippée, telle que l'ont pratiquée Martianus Capella et, plus tard, Boèce dans la Consolation de Philosophie.
- Discours (dictiones), divisés en quatre parties : sacrae, c'est-à-dire prononcés dans un contexte religieux, scholasticae, dans un contexte scolaire, controversiae, qui sont des exercices scolaires consistant à écrire un discours assez bref pour ou contre une personne accusée dans un procès (par exemple, "Contre celui qui a placé une statue de Minerve dans un lupanar" (dict. 20), et dictiones ethicae, c'est-à-dire prosopopées, qui sont aussi des exercices scolaires, où l'on doit imaginer les paroles d'un personnage mythologique dans telle ou telle situation (par exemple, "les paroles de Ménélas, lorsqu'il vit Troie détruite par le feu" (Dict. 26).
- Poèmes (Carmina), aussi bien profanes que religieux. On y trouve : deux « itinéraires », descriptions de voyages de Milan à Brigantium (Briançon) (Carm. 1,1) et le long du Pô (Carm. 1,5), un épithalame (1,4), 12 Hymnes, dans le style d'Ambroise, et des épigrammes sur des sujets variés, dont certains sont destinés à être inscrits sur les tombes, des baptistères ou dans des églises.

### Éditions
- Bulst, Walter, Hymni Latini antiquissimi LXXV, psalmi III, Heidelberg 1956, p. 77–88.
- Fertig, Michael, Ennodius und seine Zeit, 3 vol., Passau-Landshut, 1855-1860. Version électronique de la Bayerische Staatsbibliothek : vol. 1, vol. 2, Panegyricus
- Gioanni, Stéphane, Lettres, Tome 1: livres I et II, Paris, Les Belles Lettres, 2006 (CUF), d'après la thèse soutenue en 2004, « Lumière de Rome », « Lumière de l'Église ». Voir un premier  compte rendu (Joop VAN WAARDEN); Lettres, Tome 2: livres III et IV, Paris, Les Belles Lettres, 2010 (CUF).
- Hartel, C.S.E.L., 6, 1882.
- Rohr, Christian, Der Theoderich-Panegyricus des Ennodius (MGH Studien und Texte 12). Hannover 1995.
- Sirmond, Jacques, Magni Felicis Ennodi episcopi Ticinensi opera. Jac. Sirmondus, in ordinem digesta, multis locis aucta emendavit ac notis illustravit, Parisiis, 1611.
- Vogel (F.), M.G.H., Scriptores, Auct. Ant., 7, Berlin, 1885. Une version électronique peut être trouvée sur le projet DMGH Digital Ennodi Opera.

### Études
- Carini (M.), « Recenti contributi alla critica ennodiana », Atene e Roma, 33, 1988, p. 158-165.
- Gioanni (S.), « La contribution épistolaire d’Ennode de Pavie à la primauté pontificale sous le règne des papes Symmaque et Hormisdas », Mélanges de l’École française de Rome (MEFRM), 113, 2001, p. 245-268.
- Kennel (S.A.H.), Magnus Felix Ennodius: A Gentleman of the Church, Michigan University Press, Ann Arbor, 2000.
- Navarra (L.), Ennodio e la facies storico-culturale del suo tempo, Cassino, 1974.
- Wermelinger (O.), « Ennodius von Pavia », TRE, 10, 1982, p. 654-657.